# Arthur Girault
 (décembre 2009).
Si vous disposez d'ouvrages ou d'articles de référence ou si vous connaissez des sites web de qualité traitant du thème abordé ici, merci de compléter l'article en donnant les références utiles à sa vérifiabilité et en les liant à la section « Notes et références ».
Arthur Girault (né le 2 mai 1865 à Neuville-de-Poitou (Vienne) et mort le 26 juillet 1931 à Quimper) est un juriste français spécialiste de droit colonial qui fit toute sa carrière à Poitiers (Vienne). Il fut maire de Mignaloux-Beauvoir (Vienne) de 1900 à 1931. Il se marie en 1887 et eut deux enfants.
Chargé de cours, puis professeur de droit public, il est doyen de la Faculté de droit de Poitiers de 1923 à 1931.[réf. souhaitée] Il publie en 1895 les Principes de colonisation et de législation coloniale chez Larose éditeurs. Il s'agit du « premier traité de droit colonial moderne » selon l'historienne Emmanuelle Saada. L'ouvrage deviendra un véritable classique ; il connaîtra sept éditions depuis la première, jusqu'en 1943, date de la dernière édition qui fut posthume. Un condensé remanié paraîtra chez Sirey, en 1943, à l'initiative d'un haut fonctionnaire du gouvernement de Vichy. Le livre d'Arthur Girault sera aussi beaucoup utilisé pour la formation des cadres coloniaux.[réf. nécessaire]
C'est à l'instigation d'Arthur Girault, alors professeur à la faculté de droit de Poitiers, que « le droit colonial apparaît en 1889 dans les programmes de licence (en troisième année) et de doctorat » en tant qu'option dans six facultés françaises (Rennes, Bordeaux, Poitiers, Alger, Aix-en-Provence et Dijon). Cependant, « en 1895, il ne subsiste plus qu’en doctorat et, en 1905, on parle de supprimer totalement cet enseignement. Girault intervient énergiquement et publie de nombreux articles dans le Temps et les Débats plaidant le maintien du droit colonial. Il obtiendra une victoire bien mitigée puisqu’il est rétabli en 1909 comme matière à option en troisième année de licence, en concurrence avec la législation industrielle. »
La famille donna sa bibliothèque à l'université de Poitiers qui a créé un fonds à son nom : https://fonds-girault.edel.univ-poitiers.fr/

## Œuvres
- Principes de colonisation et de législation coloniale, Larose, 1re édition, Paris, 1895
- Principes de colonisation et de législation coloniale, Larose, 1 - Généralités. Notions historiques, 5e édition, Paris, 1927, 2 - Notions administratives, juridiques et financières, 5e édition, Paris, 1929, 3 - Notions économiques, 5e édition, Paris, 1930 (Lire en ligne)
- Le Crédit foncier et ses privilèges, Larose et Forcel, Paris, 1889
- Traité des contrats par correspondance, Larose et Forcel, Paris, 1890